# National Film and Sound Archive
Pour les articles homonymes, voir NSFA.
La National Film and Sound Archive of Australia (NFSA), connue sous le nom de ScreenSound Australia de 1999 à 2004, est l'archive audiovisuelle de l'Australie, chargée de développer, de préserver, de maintenir, de promouvoir et de fournir un accès à une collection nationale de films, de télévision, de sons, de radio, de jeux vidéo, de nouveaux médias, et de documents et d'artefacts connexes. La collection s'étend des œuvres créées à la fin du XIXe siècle, lorsque les industries du son enregistré et du film en étaient à leurs balbutiements, jusqu'à celles réalisées depuis lors.
La collection de la NFSA est d'abord créée en 1935 sous le nom de National Historical Film and Speaking Record Library (au sein de la Commonwealth National Library de l'époque), avant de devenir une organisation culturelle à part entière en 1984. Le 3 octobre, le Premier ministre Bob Hawke inaugure officiellement le siège de la NFSA à Canberra.

## Histoire
Après avoir fait partie de la Bibliothèque nationale d'Australie (NLA) et de ses prédécesseurs pendant près de 50 ans, la National Film and Sound Archive est créée en tant qu'institution de collecte distincte du Commonwealth par une annonce au Parlement le 5 avril 1984 qui prend effet immédiatement.
En 2000, Screensound rejoint PANDORA Archive, le projet d'archivage sur le web lancé par la NLA en 1996, en tant que partenaire collaborateur.
En 2007, le gouvernement libéral annonce la création d'une nouvelle agence appelée Screen Australia, qui reprendrait les principales fonctions de la Film Finance Corporation, de l'Australian Film Commission (y compris les archives) et de Film Australia. Après les élections de novembre 2007, le nouveau gouvernement travailliste a toutefois mis en œuvre une promesse électorale visant à permettre à la NFSA de devenir une autorité statutaire, à l'instar d'autres grandes institutions culturelles telles que la Bibliothèque nationale d'Australie, la Galerie nationale d'Australie et le Musée national d'Australie. La loi sur la NFSA est promulguée le 20 mars 2008 et entre en vigueur le 1er juillet 2008, les célébrations ayant eu lieu ce jour-là.